# عين ست الروم
عين ست الروم هي عين ماء تقع بمدينة دورا في محافظة الخليل، الضفة الغربية، فلسطين.

## الموقع
تقع عين ست الروم على طريق صوبا - دورا ضمن تجمّع سكني بين بلدتيّ كريسة ودورا غرب محافظة الخليل على ارتفاع 830 متر عن سطح البحر.

## وصلات خارجية
- صورة جوية لعين ست الروم في محافظة الخليل، ويكيمابيا